# 폴라드 로 알고리즘
폴라드 로 알고리즘(영어: Pollard's rho algorithm)은 존 폴라드가 1975년에 고안한 소인수분해 알고리즘이다. 이 알고리즘은 저장 공간을 적게 사용하고 소인수분해하는 데 걸리는 실행 시간은 소인수분해하려는 합성수의 가장 작은 소인수의 제곱근에 비례하는 알고리즘이다.

## 핵심 개념
소인수분해하려는 숫자 {\displaystyle n=pq}에서, {\displaystyle p}는 자명하지 않은 인수(1이 아닌 인수)라고 가정한다. 다항식을 {\displaystyle n}으로 나누는 연산 {\displaystyle g(x)} (예: {\displaystyle g(x)=(x^{2}+1){\bmod {n}}})는 유사난수 수열을 생성할 때 사용되는데, 이때 시작값을 적당히 2로 설정하면 수열은 {\displaystyle x_{1}=g(2)}, {\displaystyle x_{2}=g(g(2))}, {\displaystyle x_{3}=g(g(g(2)))}의 형태로 생성된다. 이 수열은 다른 수열 {\displaystyle \{x_{k}{\bmod {p}}\}}과 관련이 있으나 {\displaystyle p}가 사전에 주어지지 않았기 때문에 두 번째 수열은 이 알고리즘에서 계산할 수는 없다. 여기서 첫 번째 수열과 두 번째 수열의 관계가 폴라드 로 알고리즘의 핵심 아이디어이다.
이 수열에 나오는 수의 개수가 유한하기 때문에, {\displaystyle n}의 나머지인 수열 {\displaystyle \{x_{k}\}}와 {\displaystyle \{x_{k}{\bmod {p}}\}}는 언젠가 반복이 된다. 이 수열을 완전한 난수라고 가정하면, 생일 역설 (Birthday Paradox)에 의해 이 수열이 반복되기 전까지 나오는 서로 다른 {\displaystyle x_{k}}의 개수는 대략 {\displaystyle O({\sqrt {N}})}이며, 이 때 {\displaystyle N}은 가능한 값의 개수이다. 따라서 수열 {\displaystyle \{x_{k}{\bmod {p}}\}}은 수열 {\displaystyle \{x_{k}\}}보다 먼저 반복된다. 각각의 값은 수열의 이전에 나온 값에 의해서만 결정되기 때문에, 한 번 수열이 반복되면 수열은 계속 순환하게 된다. 이렇게 최종적으로 순환하게 되는 구조는 {\displaystyle x_{1}{\bmod {p}}}, {\displaystyle x_{2}{\bmod {p}}}, 등의 값을 가지며 이 값들을 유향 그래프의 꼭짓점으로 표현하면 그리스 문자 ρ처럼 생겼기 때문에 "폴라드 로 알고리즘"이라는 이름이 붙게 되었다.

그리스 문자 ρ를 닮은 순환 그래프

위 수열에서 나오는 반복은 플로이드 순환 찾기 알고리즘으로 찾는다. 먼저, 두 수 {\displaystyle i}와 {\displaystyle j} (즉, {\displaystyle x_{i}}와 {\displaystyle x_{j}})를 정한다. 매 단계마다 하나는 수열의 다음 수로 이동하고, 다른 하나는 두 번 이동한다. 그리고 {\displaystyle \gcd(x_{i}-x_{j},n)\neq 1}인지를 검사한다. 만약 1이 아니라면 수열 {\displaystyle \{x_{k}{\bmod {p}}\}}는 반복이 된다는 것을 의미한다 (즉, {\displaystyle x_{i}{\bmod {p}}=x_{j}{\bmod {p}}}이다). 이러한 경우는 {\displaystyle x_{i}}가 {\displaystyle x_{j}}와 같거나, {\displaystyle x_{i}}와 {\displaystyle x_{j}}의 차이가 {\displaystyle p}의 배수여야 한다. 결국 이러한 경우가 반드시 생기기 때문에, 결과값인 최대공약수(GCD)는 1이 아닌 {\displaystyle n}의 약수이며, 여기서 두 수열이 동시에 순환할 수 있기 때문에 알고리즘의 결과값이 {\displaystyle n} 자신이 될 수도 있다. 이러한 경우에는 알고리즘이 소인수를 찾는 데 실패하며, 다른 초기값으로 실행하거나 다른 알고리즘 (타원곡선 방법 (ECM) 등)을 사용할 수도 있다.

## 알고리즘
이 알고리즘은 인수분해 하려는 정수 n과 x에 대한 다항식을 n으로 나눈 나머지인 연산 {\displaystyle g(x)}를 입력으로 받는다. 폴라드가 만든 원래 알고리즘에서는 {\displaystyle g(x)=(x^{2}-1){\bmod {n}}}이였지만, 최근에 사용할 때에는 보통 {\displaystyle g(x)=(x^{2}+1){\bmod {n}}}을 더 많이 사용한다. 출력값으로는 n의 자명하지 않은 소인수이거나 '실패'이며, 폴라드 로 알고리즘은 다음의 단계를 따라 실행된다:
```
    x ← 2
    y ← 2
    d ← 1
```

```
    
while
 d = 1:
        x ← g(x)
        y ← g(g(y))
        d ← gcd(|x - y|, n)
```

```
    
if
 d = n:
        
return failure

    
else
:
        
return
 d
```

이 때 x와 y는 각각 핵심 개념 문단의 {\displaystyle x_{i}}와 {\displaystyle x_{j}}에 대응한다. 이 알고리즘은 n이 합성수일 경우에도 자명하지 않은 인수를 찾는데 실패할 수 있다는 점을 주의해야 한다. 이러한 경우, 시작 값으로 2가 아닌 다른 값을 이용하거나 다른 {\displaystyle g(x)}를 이용하여 다시 수행할 수 있다.

## 소인수분해 예제
먼저 {\displaystyle n=8051}, 그리고 {\displaystyle g(x)=(x^{2}+1){\bmod {8}}051}이라고 가정했을 때,
| i | x    | y    | GCD(\|x − y\|, 8051) |
| - | ---- | ---- | -------------------- |
| 1 | 5    | 26   | 1                    |
| 2 | 26   | 7474 | 1                    |
| 3 | 677  | 871  | 97                   |
| 4 | 7474 | 1481 | 1                    |

97은 8051의 자명하지 않은 인수이다. 시작값으로 x = y = 2가 아닌 다른 값을 이용하면 97이 아닌 다른 인수 (83)을 얻을 수 있다. y는 x보다 두 배 더 빠르게 수열의 값이 변한다는 것을 나타내기 위해 한 단계를 더 나타내었다. 참고로, 이 알고리즘은 최대공약수가 1 이상이 나온 후 다시 이 과정을 반복하는 경우 1이 다시 나올 수도 있다.

## 변형
리차드 브렌트는 1980년에 이 알고리즘을 조금 더 효율적으로 바꾼 폴라드 로 알고리즘을 발표했다. 브랜트의 알고리즘은 폴라드 로 알고리즘과 핵심 개념은 같지만 반복을 만들어 소인수를 얻어내는 방법이 플로이드 순환 검출 알고리즘에서 브렌트 순환 검출 방법으로 바꾸어 개량한 알고리즘이다.
폴라드와 브렌트는 이 알고리즘을 더욱 개선했다. 이들은 {\displaystyle \gcd(a,n)>1}일 경우, 모든 양의 정수 {\displaystyle b}에 대하여 {\displaystyle \gcd(ab,n)>1}인 것을 이용하였다. 그 예시로 모든 단계에서 {\displaystyle \gcd(|x-y|,n)}을 계산하는 대신, {\displaystyle z}를 100개의 연속한 {\displaystyle |x-y|}의 곱을 {\displaystyle n}으로 나눈 나머지로 정의하고 {\displaystyle \gcd(z,n)}을 계산하는 방법 등으로 원래 알고리즘에 비해 속도를 개선하였다. 이 방법이 속도를 증가시키는 이유는 최대공약수를 구하는 연산을 100번 반복하던 것을 곱을 이용하여 {\displaystyle n}으로 나눈 나머지 99번과 최대공약수를 구하는 연산을 1번씩만을 계산하도록 바꾸었기 때문이다. 이 방법은 가끔씩 {\displaystyle n}이 소수의 제곱수 같은 약수를 포함하고 있을 때에는 알고리즘이 실패할 수도 있는데, 그럴 경우에는 {\displaystyle \gcd(z,n)=1}인 수열의 항으로 돌아가서 다시 일반적인 폴라드 로 알고리즘을 실행해도 충분히 그 소인수를 얻어낼 수 있다.

## 적용
폴라드 로 알고리즘은 타원곡선 방법 비슷하게과 작은 인수를 가진 수의 경우에는 매우 빠르지만 모든 인수가 클 경우에는 느리다. 폴라드 로 알고리즘의 가장 주목할 만한 성과는 페르마 수 F8을 소인수분해한 것이다: F8 = 1238926361552897 * 93461639715357977769163558199606896584051237541638188580280321. 소인수 p = 1238926361552897은 다른 인수에 비해 훨씬 작았기 때문에 ρ 알고리즘은 F8을 소인수분해 하기에 적절하였고, 소인수분해 과정은 UNIVAC 1100/42에서 2시간이 걸렸다. 또한 이 알고리즘은 소인수분해하고 싶은 수의 비교적 작은 소인수들을 얻어내는 데 많이 쓰인다.

## n= 10403 = 101 · 103 인 예제
다음은 또다른 변형 알고리즘으로, 한 수열만 계산하며 수열을 반복하여 계산할 때마다 최대공약수를 계산한다.

### C 코드 예제
다음 예제 코드는 시작값 x = 2로 10403의 인수 101을 찾는다.
```
#include
 
<stdio.h>

#include
 
<stdlib.h>

int
 
gcd
(
int
 
a
,
 
int
 
b
)

{

    
int
 
remainder
;

    
while
 
(
b
 
!=
 
0
)
 
{

        
remainder
 
=
 
a
 
%
 
b
;

        
a
 
=
 
b
;

        
b
 
=
 
remainder
;

    
}

    
return
 
a
;

}

int
 
main
 
(
int
 
argc
,
 
char
 
*
argv
[])

{

    
int
 
number
 
=
 
10403
,
 
loop
 
=
 
1
,
 
count
;

    
int
 
x_fixed
 
=
 
2
,
 
x
 
=
 
2
,
 
size
 
=
 
2
,
 
factor
;

    
do
 
{

        
printf
(
"----   loop %4i   ----
\n
"
,
 
loop
);

        
count
 
=
 
size
;

        
do
 
{

            
x
 
=
 
(
x
 
*
 
x
 
+
 
1
)
 
%
 
number
;

            
factor
 
=
 
gcd
(
abs
(
x
 
-
 
x_fixed
),
 
number
);

            
printf
(
"count = %4i  x = %6i  factor = %i
\n
"
,
 
size
 
-
 
count
 
+
 
1
,
 
x
,
 
factor
);

        
}
 
while
 
(
--
count
 
&&
 
(
factor
 
==
 
1
));

        
size
 
*=
 
2
;

        
x_fixed
 
=
 
x
;

        
loop
 
=
 
loop
 
+
 
1
;

    
}
 
while
 
(
factor
 
==
 
1
);

    
printf
(
"factor is %i
\n
"
,
 
factor
);

    
return
 
factor
 
==
 
number
 
?
 
EXIT_FAILURE
 
:
 
EXIT_SUCCESS
;

}

```

위의 코드는 알고리즘이 진행되는 것을 중간값으로 표시한다.
출력의 마지막 행은 "factor is 101"이다. 이 코드는 x를 제곱할 때 정수 자료형에서 오버플로우가 일어날 수 있어 테스트 값이 작은 경우에만 적용된다.

### Python 코드 예제
```
from
 
itertools
 
import
 
count

from
 
math
 
import
 
gcd

number
,
 
x
 
=
 
10403
,
 
2

for
 
cycle
 
in
 
count
(
1
):

    
y
 
=
 
x

    
for
 
i
 
in
 
range
(
2
 
**
 
cycle
):

        
x
 
=
 
(
x
 
*
 
x
 
+
 
1
)
 
%
 
number

        
factor
 
=
 
gcd
(
x
 
-
 
y
,
 
number
)

        
if
 
factor
 
>
 
1
:

            
print
(
"factor is"
,
 
factor
)

            
exit
()

```

### 결과
다음의 표에서 세번째와 네번째 열은 pq = 10403을 소인수분해하기 전에는 모르는 정보이다. 이는 알고리즘이 어떻게 동작하는지 나타내기 위해 추가되었다. 초깃값을 x = 2로 정해서 알고리즘을 적용하면 다음과 같이 된다.
| {\displaystyle x} | {\displaystyle x_{fixed}} | {\displaystyle x{\bmod {1}}01} | {\displaystyle x_{fixed}{\bmod {1}}01} | 단계 |
| ----------------- | ------------------------- | ------------------------------ | -------------------------------------- | ---- |
| 2                 | 2                         | 2                              | 2                                      | 0    |
| 5                 | 2                         | 5                              | 2                                      | 1    |
| 26                | 2                         | 26                             | 2                                      | 2    |
| 677               | 26                        | 71                             | 26                                     | 3    |
| 598               | 26                        | 93                             | 26                                     | 4    |
| 3903              | 26                        | 65                             | 26                                     | 5    |
| 3418              | 26                        | 85                             | 26                                     | 6    |
| 156               | 3418                      | 55                             | 85                                     | 7    |
| 3531              | 3418                      | 97                             | 85                                     | 8    |
| 5168              | 3418                      | 17                             | 85                                     | 9    |
| 3724              | 3418                      | 88                             | 85                                     | 10   |
| 978               | 3418                      | 69                             | 85                                     | 11   |
| 9812              | 3418                      | 15                             | 85                                     | 12   |
| 5983              | 3418                      | 24                             | 85                                     | 13   |
| 9970              | 3418                      | 72                             | 85                                     | 14   |
| 236               | 9970                      | 34                             | 72                                     | 15   |
| 3682              | 9970                      | 46                             | 72                                     | 16   |
| 2016              | 9970                      | 97                             | 72                                     | 17   |
| 7087              | 9970                      | 17                             | 72                                     | 18   |
| 10289             | 9970                      | 88                             | 72                                     | 19   |
| 2594              | 9970                      | 69                             | 72                                     | 20   |
| 8499              | 9970                      | 15                             | 72                                     | 21   |
| 4973              | 9970                      | 24                             | 72                                     | 22   |
| 2799              | 9970                      | 72                             | 72                                     | 23   |

101로 나눈 나머지에서 첫 번째 반복은 17단계의 97이다. 이 반복은 23단계에서 {\displaystyle x\equiv x_{fixed}{\pmod {101}}}이 될 때까지 알고리즘이 알아내지 못한다. 이때 {\displaystyle \gcd(x-x_{fixed},n)=\gcd(2799-9970,n)}은 {\displaystyle p=101}이 되어 소인수를 찾게 된다.

## 복잡도
폴라드 로 알고리즘에서 쓰이는 유사 난수 {\displaystyle x=g(x)}가 실제로 완전한 난수라고 가정한다면, 생일 역설에 의해 폴라드 로 알고리즘은 {\displaystyle O({\sqrt {p}})\leq O(n^{1/4})} 시간 안에 입력값의 인수를 출력할 수 있다. 실제로 폴라드 로 알고리즘은 대략 이 정도 시간에 작동하는 것이 알려져 있지만, 이는 아직 확률적인 추측이며 엄밀한 증명은 아직 이루어지지 않았다.

## 같이 보기
- 폴라드 로 이산 로그 알고리즘
- 폴라드의 캥거루 알고리즘

## 참고 문헌
- Katz, Jonathan; Lindell, Yehuda (2007). 〈Chapter 8〉. 《Introduction to Modern Cryptography》. CRC Press.
- Samuel S. Wagstaff, Jr. (2013). 《The Joy of Factoring》. Providence, RI: American Mathematical Society. 135-138쪽. ISBN 978-1-4704-1048-3.